# Ferenc Márton
Ferenc Márton (n. 15 decembrie 1884, Ciucsângeorgiu, Harghita, România – d. 8 iulie 1940, Budapesta, Regatul Ungariei) a fost un pictor secui.